# Eonos
Eonos (en grec antic: Οἰωνὸς) va ser un heroi micènic, fill de Licimni.
Va acompanyar Hèracles, el seu cosí, en algunes de les seues expedicions. En la campanya contra Esparta es va aproximar massa al palau del rei Hipocoont i el va atacar un dels seus gossos. El va rebutjar a cops de pedra i el va matar, però llavors els fills d'Hipocoont se li van llançar al damunt i a cops de porra el van matar. Hèracles, enfurismat, va acudir a venjar-lo. De moment no ho va aconseguir, però més tard va matar Hipocoont i els seus fills.